# Wojciech Kossak
Wojciech (Adalbert) Kossak, född den 31 december 1857 i Paris, död den 29 juli 1942 i Krakow, var en polsk målare, son till målaren Juliusz Kossak (1824-1899).
Kossak var först elev till fadern, studerade därefter i München och Paris och målade bataljtavlor, en serie stora bilder från Sjuåriga kriget (på uppdrag av kejsar Vilhelm II), ryttarporträtt av densamme, manöverscener och panoramor.

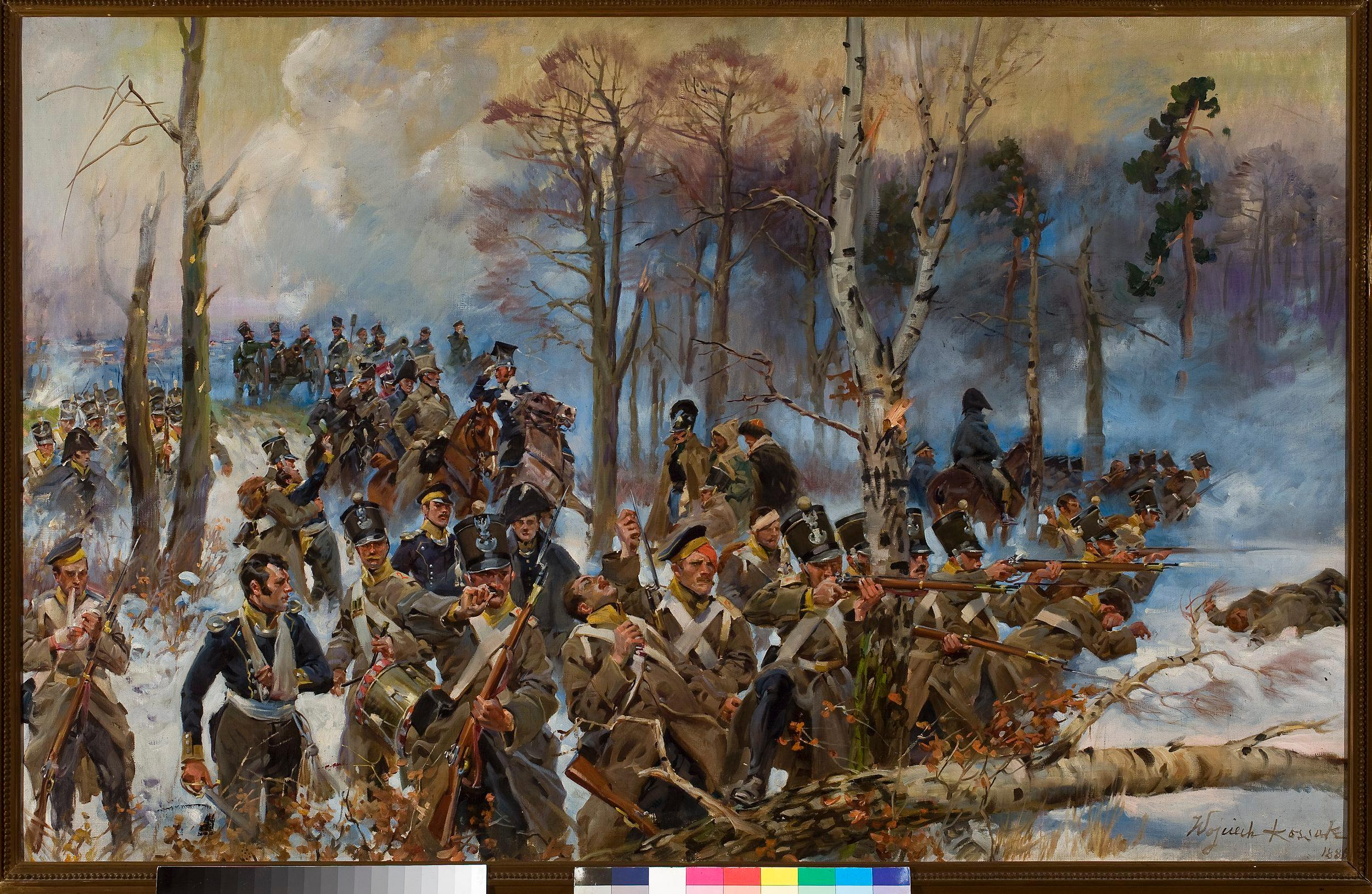
Wojciech Kossak Olszynka Grochowska, ca 1931 Nationalmuseum, Warszawa